# Tilurij
Legijski logor Tilurij (Tilurium) bio je smješten na jednom povišenom platou desne obale rijeke Cetine (Hippus flumen). Taj je položaj za Rimljane imao izuzetnu stratešku važnost jer je omogućavao nadzor prijelaza preko rijeke Cetine, odnosno kontrolu putovanja prema unutrašnjosti provincije Dalmacije.
Tilurij je u vrijeme osvajanja unutrašnjosti Dalmacije zajedno s legijskim logorom Burnum i kastelima Magno, Andetrij i Bigeste igrao važnu ulogu u zaštiti obale koja je od ranije već bila čvrsto u rimskim rukama. U Tiluriju je najduže boravila VII. legija. U stručnoj literaturi spominju se različiti datumi dolaska VII. legije u Dalmaciju, ali i njenog odlaska iz Dalmacije. Analiza spomenika VII. legije u provinciji Dalmaciji za sada pokazuje da je najstariji sigurno datirani spomenik građevinski natpis postavljen 16/17. god. po. Kr., a najmlađi sigurno datirani spomenik je međašni natpis postavljen između 42. i 50. god. po. Kr. Sigurno je da su na njeno mjesto došle pomoćne vojne postrojbe od kojih je u Tiluriju najduže boravila cohors VIII voluntariorum civium Romanorum čiji se posljednji spomen datira u 243. g.:str. 16.

## Antički izvori
Tilurium se više puta spominje u antičkim izvorima. Tako Plinije (NH III 142) Tilurium spominje kao ...Tribulium, nobilitata proeliis castella. Tabula Peuntegeriana (6, 3) bilježi ga u obliku Tilurio. U Itin. Anton. (337, 5) spominje se kao riječni prijelaz pa je zabilježen kao PonteTiluri. Kod Rav. (IV, 16) se spominje i prijelaz preko rijeke Ponteluri ali i legijski logor Tilurion. Ime logora se javlja i na dvama miljokazima, prvom (a Tilur/io/…m/ilia/p/assuum/.) datiranom u sredinu 3. st. pronađenom u Runovićima (CILXVII/4, 342) i drugom Til(urio) (CIL XVII/4, 363) s nalazišta Orepak u selu Prud kod Narone. U Justinijanovoj darovnici sv. Benediktu (A. L. Muratori. Rerum Italicarum scriptores. T.2. S. 353) iz sredine 6. st. javlja se Pontem Ciluri, a u fragmentu kodicila nepoznate osobe s početka 7. st. spominje se između ostalih lokaliteta i utvrda Tilu. (Marini. Papiri diplomatici S. 121, Nr. 78).:str. 15.

## Arheološka istraživanja (1997. - danas)
Čini se da legijski logor Tilurij nije nikada prerastao u veće antičko naselje. Jača naseljenost civilima pojavljuje se tek u 17. st. kada se na njemu počinje razvijati današnje selo Gardun. Lokalitet je došao u fokus znanstvenih razmatranja krajem 19. st., nakon što su iz Garduna i njegove okolice u obližnje muzeje počeli stizati arheološki nalazi. Bile su to prije svega vojničke nadgrobne stele, ali i drugi natpisi, kao i novac i vojnički predmeti. Od 1980. god. prostor sela Garduna i njegova bliže okolica upisani su pod rednim brojem 959 u Registar nepokretnih spomenika kulture Regionalnog zavoda za zaštitu spomenika kulture u Splitu (Pravni status Z-2315). Od 1997. god. rimski legijski logor Tilurij postaje i objektom sustavnih arheoloških istraživanja. Od tada na svjetlo dana izlaze ostaci različitih logorskih građevina, kao i brojni pokretni nalazi.
Ministarstvo znanosti, obrazovanja i sporta RH odobrilo je 1997. godine financiranje projekta pod nazivom Rimski vojni logori u Hrvatskoj – Tilurij, i to od 1997. do 2002. Kroz projekt Rimski vojni logori u Hrvatskoj – Tilurij od 2003. do 2006. kroz projekt Rimski vojni logori u Hrvatskoj – Tilurij i od 2007. kroz projekt Rimski vojni logori u Hrvatskoj. Tilurij je od 2014.  i jedan od predmeta znanstvenog istraživanja unutar istraživačkog projekta Hrvatske zaklade za znanost Između Dunava i Mediterana. Istraživanje uloge rimske vojske u mobilnosti ljudi i roba u vrijeme Rimskog Carstva na području Hrvatske. Primarni ciljevi istraživanja postavljeni na početku projekta temeljili su se na sustavnim arheološkim iskapanjima. Razlog tome je činjenica da su se znanstveno utemeljeni odgovori na važna pitanja o arheološkom lokalitetu Tilurij mogli dobiti samo metodološki ispravno provedenim arheološkim iskopavanjima. Takav postupak podrazumijeva, uz redovitu objavu, primjenu suvremenih i prikladnih načina iskopavanja uz vođenje detaljne dokumentacije, kao i stručnu analizu pokretnih i nepokretnih nalaza. Na samom početku trebalo je utvrditi nekadašnji prostorni opseg logora, kao i raspored eventualno sačuvanih građevina u njegovoj unutrašnjosti.
Smatralo se da bi pronalaskom logorskih građevina bilo moguće definirati graditeljske tehnike i arhitektonska obilježja svakoga pojedinoga građevinskog kompleksa. Pokretni nalazi iz tih arheoloških iskopavanja bili bi također podvrgnuti analizi. Zahvaljujući novim podacima dobivenim iz proučavanja pokretnih i nepokretnih spomenika, bilo bi moguće što preciznije utvrditi vrijeme nastanka i trajanja logora, kao i eventualne promjene u opsegu i namjeni. U sklopu projekta zapošljavani su i znanstveni novaci. Oni su, jednako kao i vanjski suradnici, tijekom svoga djelovanja na projektu kontinuirano napredovali u stručnom i znanstvenom radu što se najbolje ogleda u njihovim magistarskim i doktorskim radnjama kao i brojnim objavama, relevantnima za istraživanja, odnosno za projekt.
Arheološka iskopavanja provodila su se svake godine tijekom trideset dana u mjesecima lipnju i srpnju. Vremensko ograničenje arheoloških iskopavanja na jedan mjesec godišnje je doneseno prije svega zbog analize pokretnog materijala koja se provodila u kabinetskim ispitivanjima tijekom ostatka godine. Zahvaljujući takvoj organizaciji iskopavanja, bilo je moguće postići da vrednovanje i obrada velike većine materijala drži korak s arheološkim iskopavanjima.
U svim je dosadašnjim godišnjim arheološkim kampanjama, osim voditeljice projekta i iskopavanja, sudjelovala grupa stručnjaka sastavljena od profesora s Odsjeka za arheologiju Filozofskog fakulteta u Zagrebu te doktoranada i postdoktoranada. U iskopavanjima, kao što je već spomenuto, redovito sudjeluju i studenti arheologije kojima je rad na arheološkom terenu obvezatni kolegij. U svakoj istraživačkoj kampanji radi i nekoliko studenata arheologije iz inozemstva, koji u Tilurij dolaze preko međunarodne suradnje/razmjene. Od samog početka u radu na projektu djeluju i vanjski suradnici, stručnjaci različitih arheoloških disciplina (keramika, numizmatika, staklo, metal, mozaici).
Samo tako ustrojen tim stručnjaka može pokušati dati odgovore na pitanja što se postavljaju sa svakim novim otkrićem u tilurijskom legijskom logoru. Ipak za potpuno rješavanje kompleksnih pitanja koja se pojavljuju na terenu, bila je potrebna suradnja i s drugim ekspertima iz različitih znanstvenih područja, koji se po potrebi uključuju u istraživački rad, kao npr. osteologa – sa zadaćom analize ljudskih i životinjskih kostiju, ili kemičara za analizu sastava tla i keramike. I, konačno, ovako zamišljen projekt nije bilo moguće provesti bez upotrebe suvremenih računalnih tehnologija, što je posebno došlo do izražaja u suradnji s geodetima i arhitektima.
Već se tijekom prvih pet godina arheoloških iskopavanja pokazalo da je odluka o sustavnom iskopavanju legijskog logora bila ispravna. Tako je već u prvoj istraživačkoj kampanji 1998. god. došlo do pronalaska monumentalnih vojničkih građevina.
Tijekom arheološkog istraživanja ovog legijskog logora u razdoblju od 1997. do 2001. pronađen je veliki broj pokretnih nalaza, odnosno njihovih ostataka. To se odnosi prije svega na keramiku, staklo, metalne nalaze, ali i novac. Analize koje su provedene nad pokretnim nalazima potvrđuju intenzivan logorski život u prvim desetljećima 1. st. po. Kr. što korespondira s podacima na epigrafskim spomenicima. Nalazi isto tako svjedoče o daljnjim, iako smanjenim, logorskim aktivnostima u 2. i 3. st. Iako je pronađeno nekoliko predmeta koji potječu iz razdoblja kasne antike, oni ipak predstavljaju rijetke nalaze. Od 1998. god. sustavno se objavljuju preliminarna izvješća s arheoloških iskopavanja iz prethodne godine. Od te 1998. god. napisani su brojni stručni i znanstveni radovi, a na domaćim i međunarodnim kongresima predstavljana su nova postignuća, to jest rezultati najnovijih istraživanja. Zahvaljujući takvom načinu prezentacije našega rada, lokalitet je našao mjesto u relevantnim publikacijama koje su objavljene u inozemstvu. Paralelno s novim istraživanjima provodila se sustavna obrada i objava ne samo novih nego i starijih nalaza, prezentacije rezultata na međunarodnim skupovima i organizacije internacionalnih kongresa.:str. 16.-22.
Do sada su objavljene tri monografije o legijskom logoru: 
- M. Sanader, Tilurium I. Istraživanja = Forschungen: 1997. – 2001., Zagreb, 2003.
- Z. Šimić-Kanaet, Tilurium II. Keramika. Istraživanja 1997. – 2006., svezak I. i II, Zagreb, 2010.
- M. Sanader, D. Tončinić, Z. Buljević, S. Ivčević, T. Šeparović, Tilurium III. Istraživanja 2002–2006. godine, I – II. Zagreb, 2014.

## Arhitektura legijskog logora
Do 2001. godine otkriveno je i istraženo još nekoliko logorskih objekata. I ovaj je legijski logor, kao i drugi takvi ili slični objekti u Carstvu, bio zaštićen bedemima. U Tiluriju smo istraživali temelje zapadnog bedema. Iako je spomenuti segment bedema bio tek djelomično sačuvan (7,8m), ipak je bilo moguće ustanoviti tehniku njegove izgradnje. Njegova je monumentalna konstrukcija bila načinjena u tehnici opus caementicium, ali uz masivnu upotrebu drveta, i to vodoravno i uspravno u jezgru zida umetnutih greda. Drvena je konstrukcija tijekom dva tisućljeća potpuno istrunula što je rezultiralo vidljivim tragovima u obliku četvrtastih šupljina u bedemu, kao i tragovima nekadašnje površine drveta koja se utisnula u žbuku dok je bila svježa. Na sjeverozapadu logora otkriveni su i ostaci rimske cisterne za vodu oblika nepravilnog pravokutnika (16,60 x 24,89 x 27,95 x 19,30 m). Cisterna je bila ukopana u zemlju zdravicu, a njeni su zidovi i pod bili zaštićeni sa slojem šljunka te premazani s nekoliko slojeva vodootporne žbuke. Krovište cisterne bilo je naslonjeno na pilone. Sačuvano je i stepenište kojim se ulazilo u cisternu kao i odvodni kanali kojim se razvodila voda u logor.
Unutar samog logora u njegovom središtu u kojem se, u načelu, uvijek nalaze zgrade zapovjedništva, nađeni su ostaci mozaika s djelomičnim prikazom bika i rubnim geometrijskim ukrasima bijelim i crnim rombovima. Ovaj mozaik leži na čvrstoj podnici što je izgrađena i uz pomoć dijelova starijih mozaika od kojih su se sačuvali fragmenti.
Nalaz dijelova dviju monumentalnih građevina, odnosno dvaju građevinskih sklopova predstavljalo je najveći izazov istraživačima. Prva je građevina smještena u sjeverozapadnom dijelu logora u neposrednoj blizini bedema (oko 16 m). Do 2001. god. istražen je i dokumentiran njezin vanjski,bedemu paralelan, zapadni zid u dužini od 40,80 m. Zahvaljujući utvrđenoj tehnici izgradnje i pokretnim nalazima, objekt se mogao preliminarno datirati u 1. st. po. Kr., ali se još uvijek ne može s potpunom sigurnošću govoriti o njegovoj namjeni.
Drugi se građevinski sklop nalazi na sasvim drugom kraju logora, i to u njegovom jugoistočnom dijelu. Građevina koju od bedema dijeli 9 m široki intervallum sastoji se od 67 metara dugačkog i do 2 m visokog južnog zida i 9,5, odnosno 17,6 m dugačkih zidova s istočne strane. Ti vrlo dobro sačuvani zidovi poduprti su s 28, odnosno 8 kontrafora. Osim monumentalnosti, ovaj sklop pokazuje i neka zanimljiva građevinska rješenja. Tako se npr. izrazite kosine terena ispravljaju niveliranjem pomoću supstrukcija koje su se ispunjale amorfnim kamenjem. Između unutrašnjeg ruba vanjskih zidova supstrukcije i kamene ispune u unutrašnjosti dokumentirani su 40–ak cm široki zemljani tamponi. Kontrafori, kako se misli, podupiru ove vanjske zidove da bi se nivelacija terena dodatno učvrstila. Gradnja ove građevine datirana je, zahvaljujući i analizi pokretnog materijala, u prvu polovicu 1. st. po. Kr. Danas se u znanosti barata podacima da su se u 1. st. legijski logori još uvijek podizali od drvene građe, a da se na kamenu izgradnju prešlo tek koncem 1. st., odnosno početkom 2. st. Međutim, već se u prvim godinama istraživanja u tilurijskom arealu moglo ustanoviti, prije svega zahvaljujući pomnom iskopavanju građevina, da su se one od samog početka zidale od kamena i to ponajviše u već naprijed spomenutoj tehnici opus coementicium. Ipak ta graditeljska tehnika u našem primjer pokazuje određene osobitosti, i to zbog obilne upotrebe drvene građe, ne samo u jezgri zida (bedem), nego i u vanjskim zidovima pojedinih građevina (sonda A i sonda Z). U ljeto 1999. god. suradnici projekta provodili su i zaštitni arheološki nadzor prilikom postavljanja vodovodnih cijevi, od kada je selo Gardun priključeno na središnji vodovodni sustav. 
Kako se za sada čini, legionari VII. legije su se u Tiluriju opskrbljivali vodom iz cisterni. Postoji vjerojatnost da su crpili vodu i iz podzemnih izvora jer su takvi izvori vode i danas aktivni na tri gardunske lokacije.:str. 17.-22.

## Zaštita
Smješten je na području sela Garduna, na visokoj zaravni iznad Trilja na rijeci Cetini. Izvanredan strateški položaj (kontrola prijelaza preko rijeke Cetine – Pons Tiluri) uvjetovao je kontinuitet života od ilirske gradine, rimskog logora do kasnoantičkog kastela. Ovdje je podignut rimski vojni logor Tilurium-tabor VII. rimske legije i drugih manjih vojnih postrojbi. Od 1997. godine provode se sustavna arheološka istraživanja. Otkriveni su ostatci bedema logora, monumentalne antičke građevine s kontraforima, vodosprema, te objekt s mozaikom i dr.
Pod oznakom Z-2315 zaveden je kao nepokretno kulturno dobro – pojedinačno, pravna statusa zaštićena kulturnog dobra, klasificirano kao "arheološka baština".

## Vanjske poveznice
|  | Zajednički poslužitelj ima još gradiva o temi Tilurij |